# Разрисованная вуаль (фильм, 1934)
«Разрисованная вуаль» (англ. The Painted Veil) — чёрно-белая драма Metro-Goldwyn-Mayer (1934). Экранизация романа «Узорный покров» британского писателя У. С. Моэма (1925), режиссёром которого выступил Ричард Болеславский. Арт-директор Седрик Гиббонс, дизайнер по костюмам Адриан. Главные роли в киноленте исполнили Грета Гарбо и Герберт Маршалл.
В 2006 Джон Кёрран также экранизировал роман Моэма с Наоми Уоттс и Эдвардом Нортоном.

## Сюжет
После того, как младшая дочь семьи Кёрбер Ольга выходит замуж, старшая сестра, Кэтрин, также желает покинуть отчий дом и мечтает о самостоятельной жизни вне Австрии. И когда британский бактериолог Уолтер Фейн просит её руки, девушка не раздумывая соглашается, хотя они разные люди и она его совсем не любит.
Супруги переезжают в Гонконг. Львиную часть дня Уолтер посвящает своей работе, в то время как у Кэтрин завязываются романтические отношения с помощником губернатора колонии женатым Джеком Таунсендом. Таунсенд увлечён прелестной женой бактериолога, он показывает ей экзотические достопримечательности города, одновременно обольщая новобрачную. Миссис Фейн не одобряет поведение Таунсенда и прерывает отношения, но вновь мирится с ним на буддистском фестивале танца. В этом буйстве красок и загадочной дикой атмосфере Джек объясняется в своей любви Кэтрин, заставляя её признаться в нелюбви к мужу.
В то же время у Кэтрин накаляются отношения с Уолтером: его хронические задержки на работе и усталость раздражают её. Дабы загладить свою вину перед любимой супругой, на следующий день Фейн возвращается домой пораньше, но обнаруживает закрытую дверь в спальню Кэтрин и оставленную внизу шляпу Джека. Вечером того же дня Уолтер высказывает Кэтрин свои подозрения, и ей ничего не остаётся, как признаться мужу в любви к другому. Обезумевший от горя Уолтер говорит жене, что даст ей развод только в случае письменного обещания Джека развестись со своей женой и жениться на Кэтрин. Когда Кэтрин осведомляет любовника об условиях мужа, Таунсенд говорит ей, что развод исключён, ведь он разрушит и его карьеру, и его репутацию, и его семью.
Убитая горем Кэтрин против своей воли сопровождает Уолтера во внутренний Китай (Мэй-дань-фу), где бушует эпидемия холеры. В то время как Уолтер изо всех сил пытается остановить повальную болезнь, Кэтрин становится всё более подавленной и одинокой. Уолтер, видя нескончаемую смерть и горе вокруг, начинает относиться к разногласиям с женой как к незначащим. Он говорит ей, что всё ещё любит её, и просит отправиться назад в Гонконг, в то время как сам уезжает в более отдалённую деревню, в которой только началась эпидемия. Кэтрин, не до конца разобравшаяся в своих отношениях к Джеку, всё же остаётся с Уолтером. Теперь она понимает, как оскорбила мужа, и стыдится прошлого.
Кэтрин помогает в местном приюте. Пока отсутствует Фейн, в Мэй-дань-фу приезжает осознавший свою истинную любовь Таунсенд. Уолтер возвращается из деревни, чтобы сжечь всю инфекцию и не дать ей распространиться дальше. Во время беспорядков бактериологу наносят тяжёлое ножевое ранение. Пока Кэтрин ждёт разрешения войти к изувеченному мужу, она встречает Джека, но теперь с лёгкостью противостоит ему, говоря, что любит только Уолтера и понимает наконец жертвы, которые он принёс во имя медицины. После прощания с Джеком Кэтрин уверяет чуть живого Уолтера, что любит его.

## Актёрский состав
| В ролях          |  | Персонаж                                   |
| ---------------- |  | ------------------------------------------ |
| Грета Гарбо      |  | Кэтрин Кёрбер Фейн                         |
| Герберт Маршалл  |  | Уолтер Фейн                                |
| Форрестер Харви  |  | помощник полицейского комиссара Уоддингтон |
| Джордж Брент     |  | Джек Таунсенд                              |
| Кэтрин Александр |  | миссис Таунсенд                            |
| Уорнер Оулэнд    |  | полковник Ю                                |
| Джин Хершолт     |  | герр Кёрбер                                |
| Бодил Росинг     |  | фрау Кёрбер                                |
| Сесилия Паркер   |  | Ольга Кёрбер                               |
| Маргарет Манн    |  | игуменья                                   |